# Galea monasteriensis
Galea monasteriensis — вид гризунів родини кавієвих, який відомий тільки по особинам виловленим в одній місцевості в провінції Кочабамба, Болівія 2557 м над рівнем моря і направленим у Весфальський Університет імені Вільгельма II, що знаходиться в Мюнстері. Гризун має довжину 22 см, важить близько 300 грам, має сіро-коричневе хутро. Харчується рослинною їжею. Відрізняється від інших видів родини Кавієві моногамним способом життя